# Haplopogon utahensis
Haplopogon utahensis är en tvåvingeart som beskrevs av Wilcox 1966. Haplopogon utahensis ingår i släktet Haplopogon och familjen rovflugor.
Artens utbredningsområde är Utah. Inga underarter finns listade i Catalogue of Life.